# بلال بن مسعود
بلال بن مسعود هو لاعب كرة قدم تونسي في مركز الوسط، ولد في 8 أغسطس 1989. لعب مع النجم الرياضي الساحلي.

## وصلات خارجية
- بلال بن مسعود على موقع قاعدة بيانات كرة القدم.إي يو (الإنجليزية)
- بلال بن مسعود على موقع ناشيونال فوتبول تيمز (الإنجليزية)
- بلال بن مسعود على موقع Soccerway.com (الإنجليزية)